# Eduardo Sáinz de la Maza

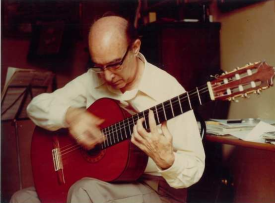
Eduardo Sáinz de la Maza

Eduardo Sáinz de la Maza y Ruiz (* 5. Januar 1903 in Burgos; † 5. Dezember 1982 in Barcelona) war ein spanischer Komponist und Gitarrist.

## Leben
Eduardo war der jüngere Bruder des weitaus bekannteren Komponisten und Gitarristen Regino Sáinz de la Maza (1896–1981). Er begann im Alter von sechs Jahren mit dem Gitarrenspiel und wurde unter anderem in Burgos von Daniel Fortea und in Barcelona von Miguel Llobet unterrichtet. Er spielte zunächst auch Cello, konzentrierte sich aber später bei Komposition und Konzerten fast ausschließlich auf die Gitarre. Kompositionsunterricht erhielt er ab 1928 von Enric Morera. Zu seinen Schülern zählt Ray Lynch. 

## Werke
Zu den am häufigsten gespielten Werken gehören Campanas del Alba (eine Tremolo-Studie) und der Teil V (Paseo) aus der Suite Platero y Yo (nach der gleichnamigen Erzählung von Juan Ramón Jiménez).
Seine Kompositionen sind stark vom Impressionismus bei Debussy und Ravel und gleichzeitig von der Harmonik des Jazz beeinflusst. Obwohl zeitgenössische Gitarristen seine Stücke nur selten spielten, wurden die meisten Kompositionen im Druck veröffentlicht, was auch daran gelegen haben mag, dass sein Bruder Regino die Gitarrenausgaben des Verlags Union Musical verantwortete.
Von Eduardo Saínz de la Maza sind überwiegend für die Gitarre komponierte Werke überliefert. Dazu zählen:
- Homenaje a la guitarra (Paris: Éditions Françaises de Musique, 1962)
- Campanas del Alba (Madrid: Union Musical Española, 1963)
- Platero y Yo – Suite (Madrid: Union Musical Española, 1972)
- Laberinto. Critical edition by José Manuel González (Valencia: Piles, 2011)
- Música para guitarra (Madrid: Unión Musical Ediciones, 1999, ISBN 0-7119-6983-3)
  - Homenaje a Haydn
  - El Noi de la Mare
  - Añoranza Lejana – Estudio
  - Habanera
  - Cançó del Lladre
  - Bolero
  - Campanas del Alba
  - Homenaje A Toulouse-Lautrec
  - Evocación Criolla
  - Platero y Yo – Suite
  - Soñando Caminos